# Carlo Costamagna
Carlo Costamagna, född 1881 i Quiliano, död 1965 på samma plats, var en italiensk jurist, statsvetare och politiker. Han stödde fascismen och var bl.a. senator. Han grundade 1930 tidskriften Lo Stato.